# 西蒙·贝蒂尔松
西蒙·贝蒂尔松（瑞典語：Simon Bertilsson，1991年4月19日—），瑞典男子冰球运动员，场上位置是后卫。他曾代表瑞典国家队参加2018年冬季奥林匹克运动会冰球比赛，获得第5名。